# Милеев, Николай Васильевич
Николай Васильевич Милеев (4 [16] июля 1886 — 1920) — участник Белого движения на Юге России, командир 3-го Корниловского ударного полка, есаул.

## Биография
Из обер-офицерских детей станицы Оренбургской 1-го военного отдела Оренбургского казачьего войска.
Окончил пять классов 2-го Оренбургского кадетского корпуса. В 1904 году поступил в Оренбургское казачье юнкерское училище, которое окончил по 2-му разряду и 27 августа 1907 года произведен был из юнкеров в хорунжие 5-го Оренбургского казачьего полка.
В 1909 году был зачислен в комплект Оренбургских казачьих полков. 2 октября 1913 года произведен в сотники, а 19 ноября того же года зачислен в запас по Оренбургскому казачьему войску, по Чимкентскому уезду. Имел серебряный жетон за джигитовку (1907) и приз за состязательную стрельбу из винтовки (1908).
С началом Первой мировой войны, 16 сентября 1914 года определен в службу во 2-й Оренбургский казачий полк. За боевые отличия был награжден несколькими орденами, в том числе орденом Св. Анны 4-й степени с надписью «за храбрость». Произведен в подъесаулы 27 июня 1916 года. Позднее был переведен в 6-й Оренбургский казачий полк. В августе 1917 года вступил в Корниловский ударный полк.
С началом Гражданской войны прибыл в Добровольческую армию в составе Корниловского полка. Участвовал в 1-м Кубанском походе в должности командира пулеметной роты, был ранен 15 апреля 1918 года. В конце 1918 года был назначен полковым адъютантом. Летом 1919 года возглавил формирование 3-го Корниловского ударного полка, командиром которого был назначен с 26 июля 1919 года. Произведен в есаулы 20 августа 1919 года. В ноябре 1919 был отрешен от командования полком из-за разногласий с начальником дивизии полковником Скоблиным. Застрелился в марте 1920 года в Новороссийске (по другим данным — в Крыму), тяжело переживая Новороссийскую эвакуацию. Был женат на дочери надворного советника Нине Александровне Капланской.
В книге «Корниловский ударный полк» (Париж, 1936) дается критическая характеристика есаула Милеева, и, кроме того, утверждается, что он был «ярым республиканцем». В «Материалах для истории Корниловского ударного полка» (Париж, 1974) полковник Левитов приводит воспоминания полковника Рябинского и капитана Патронова, которые характеризуют Милеева положительно, а Патронов пишет, что Милеев был монархистом, как и большинство корниловцев.

## Награды
- Орден Святого Станислава 3-й ст. с мечами и бантом
- Орден Святой Анны 4-й ст. с надписью «за храбрость» (ВП 30.05.1916)
- Орден Святой Анны 3-й ст. с мечами и бантом (ВП 29.07.1916)
- Знак 1-го Кубанского (Ледяного) похода